# Пичугин, Николай Андреевич
Пичугин Николай Андреевич (1898 — 1981) — советский военный, участник Великой Отечественной войны, генерал-лейтенант (29.05.1945).

## Биография
Родился в 1898 году. Русский. Член ВКП(б) с 1928 года.
В рядах РККА с 1919 года. Участник гражданской войны в России, был дважды ранен.
Участник Великой Отечественной войны с июня 1941 года. Воевал на Южном, Юго-Западном, Северо-Кавказском, 4-м, 3-м, 2-м Украинском, 1-м Белорусском фронтах.
С 10 июля 1941 по 25 апреля 1942 года — командир 30-й отдельной кавалерийской дивизии.
13 мая 1942 года полковнику Н. А. Пичугину присвоено воинское звание «генерал-майор».
С 16 ноября 1942 по 6 апреля 1943 года — командир 11-й гвардейской кавалерийской дивизии 5-го гвардейского кавалерийского корпуса.
С апреля 1943 года по 5 ноября 1944 года — начальник штаба 4-го гвардейского кавалерийского корпуса.
С 5 ноября 1944 года по 10 июля 1945 года — начальник штаба 1-й гвардейской конно-механизированной группы на 2-й Украинском фронте. 29 мая 1945 года присвоено воинское звание «генерал-лейтенант».
1945-1946 -	Заместитель командующего Ставропольским военным округом.
1946 - начальник штаба Ставропольского военного округа.
С 12 августа 1946 по апрель 1948 — начальник штаба 7-й гвардейской армии.
1948-1949 - обучение в Высшей военной академии имени К. Е. Ворошилова.
1949-1951 —	начальник штаба Бакинского округа ПВО.
1951-1953 —	заместитель начальника отдела высших учебных заведений Военной академии имени Фрунзе.
с 09.11.1953 — в отставке.
Умер 8 января 1981 года. Похоронен на Химкинском кладбище.

## Награды
Награждён орденом Ленина (21.02.1945), четырьмя орденами Красного Знамени (29.03.1943, 14.08.1944, 03.11.1944, 1950), орденами Кутузова 1-й степени (28.04.1945), Суворова 2-й степени (19.03.1944),  Кутузова 2-й степени (17.09.1943), и медалями.